# روزی روزگاری در چین ۳
روزی روزگاری در چین ۳  (به انگلیسی: Once Upon a Time in China III) یک فیلم هنگ کنگی - چینی رزمی و سومین قسمت از سری فیلم‌های روزی روزگاری در چین محسوب می‌شود. این اثر محصول سال ۱۹۹۳ به کارگردانی تسوی هارک، با بازی جت لی درنقش وانگ فی-هونگ استاد هنرهای رزمی و قهرمان مردمی کشور چین است.

## بازیگران
- جت لی در نقش وانگ فی-هونگ
- روزاموند کوآن
- مکس مک در نقش لوون فون
- هانگ یان-یان در نقش کووی گیک چت ("کلوفوت هفت چیو تات")
- جان ویکفیلد در نقش تومانوفسکی
- چیو چین در نقش چیو تین بک
- وانگ تاک یان در نقش یان
- جی کونژوانگ در نقش لی هنگجیانگ